# زوال خاندان آشر (فیلم فرانسوی ۱۹۲۸)
زوال خاندان آشر (فرانسوی: La Chute de la maison Usher‎) فیلمی در ژانر ترسناک به کارگردانی ژان اپستاین است که در سال ۱۹۲۸ منتشر شد.

## منابع

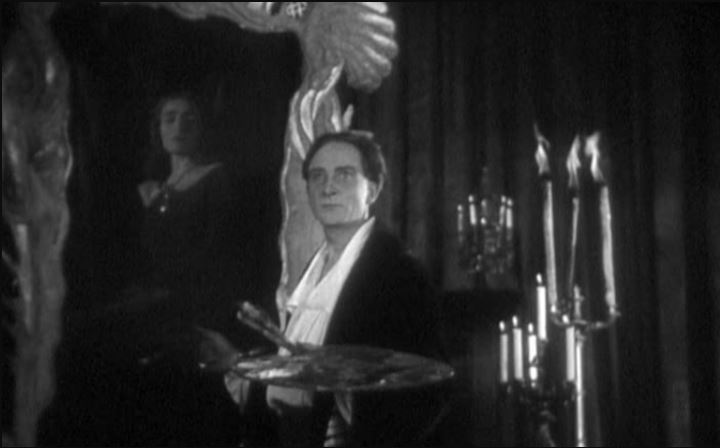